# 医師法
医師法（いしほう、昭和23年7月30日法律第201号）は、医師全般の職務・資格などに関する日本の法律である。

## 概要

### 旧医師法
1885年ごろ、東京には明治医会と東京医会の2つの医師会が活動していたが、1899年（明治32年）に強制加入の大日本医会の設立を試みたところ議会で却下されたので、明治医会は医師法の制定を企て、全22条の条文を作成した（のちの医師法）。次いで1901年には日本赤十字社条例（明治34年12月2日勅令第213号）が発布された。
1906年（明治39年）3月、貴族院に医師法特別委員会が設置され、年内には初の医師法が発布されるに至った（明治39年法律第47号）。
1917年（大正6年）には医師出身者14名が帝国議会議員に当選し、1919年に医師法は改正され、それまで任意設立だった医師会は強制設立となり、強制加入方式に切り替わり、法人格を得た。
したがって、応召義務などの医師の義務や義務違反に対する罰則は医師法ではなく、医制（明治7年8月18日文部省ヨリ東京京都大阪三府ヘ達）や、またのちには刑法の違警罪、警察犯処罰令、さらに国民医療法（昭和17年法律第70号）に別途定められていた。

### 現医師法
成立は1948年7月30日（昭和23年法律201号）、施行は同年10月27日。
1条 医師の任務医療と保健指導を司ることによって、公衆衛生の向上と増進に寄与し、国民の健康的な生活を確保する。
3条 絶対的欠格事由未成年者は医師になれない。
4条 相対的欠格事由心身の障害により医師の業務を適正に行うことができない者、麻薬、大麻、あへん中毒、罰金刑以上の刑に処せられたもの、医事に関する犯罪、不正を行ったもの
6条 登録・免許証の交付及び届出医師国家試験に合格した者の申請で医籍に登録されたもの、厚生労働大臣が免許を与えたときは免許証を交付する。
7条  医師の処分戒告、3年以内の医業の停止、免許の取り消しの処分を厚生労働大臣から受ける。第7条の2の医業の停止を命ぜられ、当該期間中に医業を行った者は第32条の規定により1年以下の懲役または50万円以下の罰金または併科
11条 医師国家試験受験資格
15条 医師国家試験または医師国家試験予備試験における不正行為の禁止第31条の規定により虚偽の事実、不正によって免許を得た者は3年以下の懲役または100万円以下の罰金または併科
17条 医師以外の医業の禁止第31条の規定により3年以下の懲役または100万円以下の罰金または併科
18条 名称の使用制限第31条の2の規定により3年以下の懲役または200万円以下の罰金または併科
19条 応招義務及び診断書交付の義務
20条 無診療治療等の禁止
21条 異状死体などの届出義務
22条 処方箋の交付義務
24条 診療録の記載及び保有
なお、業務上の秘密を守る義務（守秘義務）、虚偽記載、自殺関与、同意殺人、過失致死（傷害）、堕胎の罰は刑法が規定する。

## 医師の義務
1. 療養指導義務
2. 応召義務
3. 診断書の交付義務
4. 無診療治療の禁止
5. 処方箋の交付義務
6. 異状死体、異状死胎の届出義務
7. 医師の現状届
8. 診療録の記載及び保存義務

守秘義務を規定する刑法など、医師法以外の法律にも、医師の義務を規定するものがある。

## 罰則
医師以外の者の医業禁止、名称の使用制限、試験に対する不正行為、無診療治療の禁止、異状死体の届出義務、処方箋の交付、診療録の記載、及び保存の条項には罰則がある。

## 外国人医師
外国の医師免許を持っていても、日本の医師免許を取得していない者は、医師法上、日本で医療活動をすることが出来ない。ただし、以下のような例外がある。
- 外国医師等が行う臨床修練に係る医師法第十七条等の特例等に関する法律により、外国人医師等が日本で臨床修練を行うことが出来る。
- 国内被災地において、外国の災害派遣医療チームなどの医師の医療行為が認められることがある。1995年の阪神・淡路大震災では医師法を根拠に外国の医療チームの受け入れが難航し、震災発生8日目に追認する形で医療行為を認めた[5][6]。2011年の東日本大震災では震災発生4日目に被災都道府県に医師法の例外とする旨が通知された[7][5][6]。

## タトゥー問題
タトゥーの施術を行った彫師が医師法違反に問われた。地裁判決では有罪となったものの、その後最高裁まで進み、タトゥー施術は、「社会通念に照らして、医療及び保健指導に属する行為であるとは認め難く、医行為には当たらない」として無罪となった。